# Silnice I/73
Die Silnice I/73 (tschechisch für „Straße I. Klasse 73“) ist eine geplante Schnellstraße, die den Großraum Brno mit Ostböhmen verbinden soll. Sie wird westlich von Brno von der Dálnice 1 abzweigen und über Kuřim, Boskovice, Velké Opatovice, Jevíčko, Moravská Třebová nach Staré Město führen, wo sie in die Dálnice 35 einmündet. Sie soll die überlastete Silnice I/43 ersetzen. Das Vorhaben tritt an die Stelle einer ursprünglich vorgesehenen, aber aufgegebenen Autobahnverbindung (Dálnice 43). Sie wird Teil der Europastraße 461.

## Planungsgeschichte

### Exterritoriale Reichsautobahn

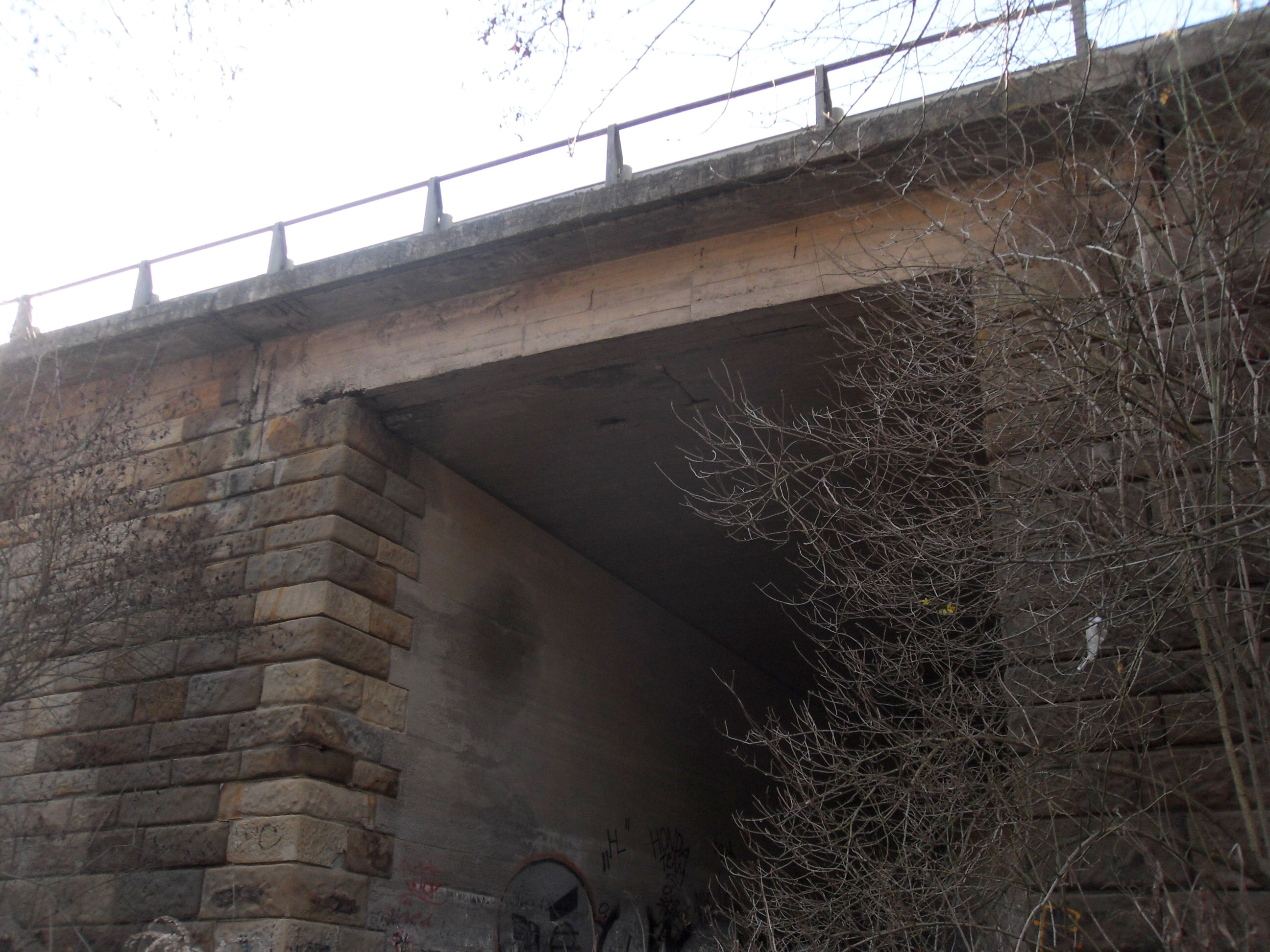
Reichsautobahnbrücke bei Žebětín

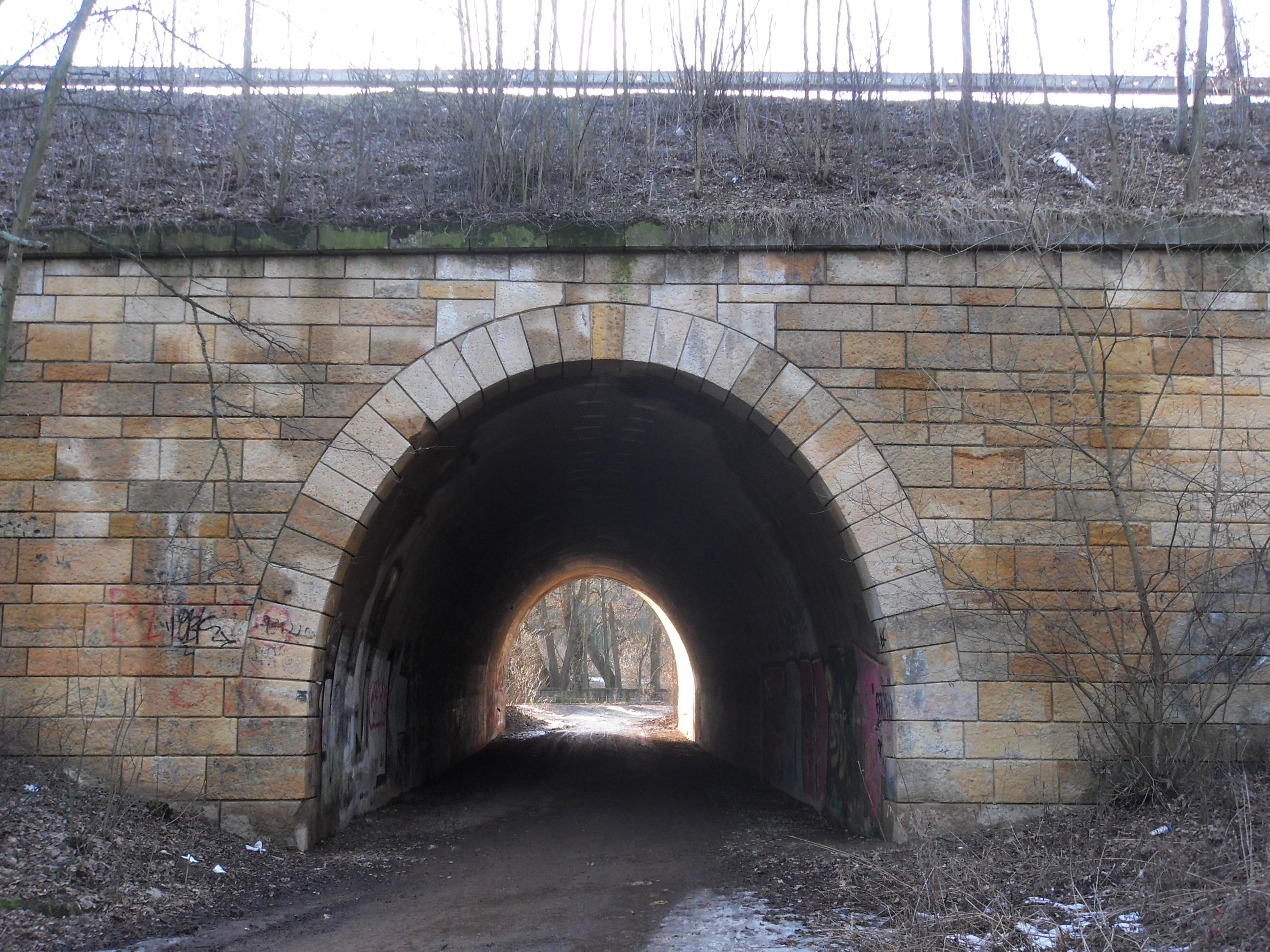
Reichsautobahnbrücke bei Brno-Bystrc

Nach dem Abschluss des Münchner Abkommens Ende September 1938 und der Besetzung des Sudetenlands durch die deutsche Wehrmacht im Oktober 1938 führte der NS-Staat seine aggressive Politik gegenüber der Tschechoslowakei weiter fort. Am 19. November 1938 wurde die tschechische Regierung zum Abschluss einer Vereinbarung gezwungen, die den Bau einer Reichsautobahn von Wien über Brno nach Breslau vorsah. Die Baukosten übernahm zwar das Deutsche Reich. Der tschechische Staat hatte aber den Grunderwerb vorzunehmen und die Grundstücke kostenfrei zur Verfügung zu stellen. Die Autobahntrasse stellte exterritoriales Gebiet dar und gehörte rechtlich zum Deutschen Reich. Für die Tschechoslowakei hätte sie daher faktisch keinerlei Nutzen gebracht. Innerhalb kurzer Zeit wurden die Planungen abgeschlossen, so dass bereits am 11. April 1939 der Baubeginn erfolgen konnte. In Mähren fanden Arbeiten auf einer Gesamtlänge von etwa 84 Kilometern statt. Die Baustelle erstreckte sich von Městečko Trnávka (49° 42′ 6″ N, 16° 43′ 13″ O) bis in den Raum Ledce bzw. Medlov nördlich von Pohořelice (49° 3′ 8″ N, 16° 32′ 39″ O). Obwohl bereits kurz nach dem Beginn des Zweiten Weltkriegs ein allgemeiner Baustopp für die Reichsautobahnen verhängt wurde, blieb die Reichsautobahn Wien–Breslau hiervon zunächst ausgenommen. Als am 30. April 1942 auch auf dieser Strecke die Arbeiten eingestellt wurden, waren zahlreiche Brückenbauwerke und Durchlässe fertiggestellt oder weit vorangeschritten. Auch die Trassierung hatte bereits in hohem Maße stattgefunden. Nach dem Kriegsende bestand an einer Wiederaufnahme der Bauarbeiten zur Fertigstellung der Strecke kein Interesse. Zum einen hatte eine Verbindung von Wien über Brno nach Wrocław aufgrund der veränderten geopolitischen Situation nicht mehr jene Bedeutung wie vor dem Krieg. Zum anderen fehlten wesentlich wichtigere Verkehrsverbindungen wie etwa Praha–Brno–Bratislava.

### Planungen zwischen 1963 und 2019
Aufgrund des wachsenden Straßenverkehrsaufkommens wurde mit Beschluss der tschechoslowakischen Regierung Nr. 286 vom 10. April 1963 festgelegt, teilweise unter Nutzung der Trasse der früheren exterritorialen Durchgangsautobahn eine Autobahn D43 Svitavy – Brno mit einer Länge von 72 Kilometern zu errichten. Auch in der Planung von 1970 war diese Verbindung vorgesehen. Im Mai 1979 wurden Variantenuntersuchungen für die Trassenführung der D43 durchgeführt, in deren Ergebnis die Linienführung auf der ehemaligen Durchgangsautobahn empfohlen wurde. Mit Beschluss Nr. 24 der Regierung der ČSSR vom 29. Januar 1987 wurde die Planung einer Autobahn zugunsten einer Schnellstraße R43 geändert. Hieran hielt auch die Regierung der Tschechischen Republik durch Beschluss Nr. 631 vom 10. November 1993 fest und sah den Bau der R 43 bis 2005 vor. Doch am 16. Oktober 1996 verschob die tschechische Regierung mit Beschluss Nr. 528 den Bau des Abschnitts Kuřim – Moravská Třebová auf die Zeit nach 2005. Am 21. Juli 1999 ordnete sie schließlich mit Beschluss Nr. 741 an, dass über die Umsetzung der R43 im Großraum Brno erst entschieden werden solle, wenn der Raumordnungsplan der Region genehmigt ist. Die tschechische Regierung gab schließlich den schrittweisen Bau der R43 bis zur Grenze der Südmährischen Region mit Beschluss Nr. 989 vom 20. Juli 2005 frei. Vorgesehen war erneut die Führung der R43 auf der alten Trasse der NS-Durchgangsautobahn. Allerdings wurde mit Regierungsbeschluss Nr. 929 vom 20. Juli 2009 nochmals die Frage der Linienbestimmung aufgeworfen und für den Bereich Černá Hora (Svitávka) – Svitavy (Litomyšl) – R35 bzw. D35 eine Studie erstellt. Sie konstatierte erneut, dass die Trasse der ursprünglichen Durchgangsautobahn weiterzuverfolgen sei. Das Gesetz Nr. 268/2015 legte fest, dass mit Wirkung vom 1. Januar 2016 das bisherige Projekt der R43 Brno - Moravská Třebová als Autobahnplanung D43 fortgeführt werden sollte. 2015, 2016 und 2018 wurden weitere umfassende Studien zum Streckenverlauf erstellt und bis zu acht Varianten untersucht und 28 Modellrechnungen durchgeführt. 2019 klassifizierte die tschechische Regierung das Vorhaben von einer Autobahn zu einer Silnice I. Klasse um. Daher wurde die Planung zunächst unter der Bezeichnung Silnice I/43 fortgeführt. Da diese Bezeichnung jedoch ebenso für die alte Straßenverbindung verwendet wird, erhielt der geplante Neubau die Bezeichnung Silnice I/73.

## Proteste und Klagen gegen die Planung
Im Großraum Brno regte sich gegen die Nutzung der alten Reichsautobahntrasse Widerstand. Insbesondere in den beiden Stadtteilen Brno-Bystrc und Brno-Kníničky, die von der früheren Durchgangsautobahn durchschnitten werden, erheben die Betroffenen die Forderung nach einer anderen Linienführung. Sie befürchten, dass die neue Schnellstraßenverbindung Teil einer europäischen Nord-Süd-Verbindung wird, die sich aus Verkehrsströmen der polnischen Schnellstraßen S3 und S8 von Norden speist, die über die D11 und D35 bzw. Silnice I/43 nach Brno gelangen. Aus dem Süden wird zusätzlicher Transitverkehr über D2 und D52 erwartet. Demgegenüber argumentieren die Straßenplaner, dass im Ergebnis umfassender Studien eine stadtnahe Trasse der D43 bzw. Silnice I/73 die größte Entlastung mit sich bringe. Zudem würden die aktuellen Planungen zwei Tunnel vorsehen, um die Wohngebiete vor den Belastungen zu schützen. Gegen die 2020 erfolgte Festlegung der Trasse im regionalen Raumordnungsplan hatten Gegner geklagt. Vor dem Bezirksgericht erlitten sie 2021 jedoch eine Niederlage.

## Aktuelle Planung
Die aktuelle Planung der Silnice I/73 sieht folgende Abschnitte vor:
| Abschnitt                                              | Länge                    | Status                                         | Baubeginn     | Fertigstellung | Querschnitt | Entwurfsgeschwindigkeit | Sonstiges |
| ------------------------------------------------------ | ------------------------ | ---------------------------------------------- | ------------- | -------------- | ----------- | ----------------------- | --- |
| Troubsko – Kuřim                                       | 14,700 km                | Umweltverträglichkeitsprüfung geplant für 2024 | geplant: 2030 | geplant: 2034  | S26,0       | 130                     | |
| Kuřim–Bořitov                                          | 18,600 km                | Umweltverträglichkeitsprüfung geplant für 2024 | geplant: 2030 | geplant: 2034  | S26,0       | 130                     | mit Südumgehung Kuřim als Teil der Silnice I/43 geplant |
| Bořitov – Svitávka                                     | 8,300 km                 | genehmigter Projektplan                        | geplant: 2026 | geplant: 2029  | S26,0       | 130                     | |
| Svitávka–Grenze Jihomoravský kraj/Pardubický kraj      | 16,520 km                | genehmigter Projektplan (ohne UVP)             | geplant: 2028 | geplant: 2032  | S26,0       | 130                     | |
| Grenze Jihomoravský kraj/Pardubický kraj – Staré Město | 20,300 km                | genehmigter Projektplan (ohne UVP)             | geplant: 2028 | geplant: 2032  | S26,0       | 130                     | am 28. April 2021 wurde zunächst eine Planung des Abschnitts in 2+1 mit S15,25/110 (außer zwischen AS Borušov und AS Staré Město) vorgesehen; am 27. Oktober 2022 genehmigte das Verkehrsministerium jedoch 2+2 mit S26,0/130 für die gesamte Strecke |
| Opatovec–Staré Město (Dálnice D35)                     | 2,390 km (nur Zubringer) | planfestgestellt                               | geplant: 2025 | geplant: 2029  | S11,5       | 90                      | Bau einer Verbindung zwischen D35 und Silnice I/35, die später als 1. Fahrbahn Bestandteil der Silnice I/73 werden soll |